# Castrum doloris

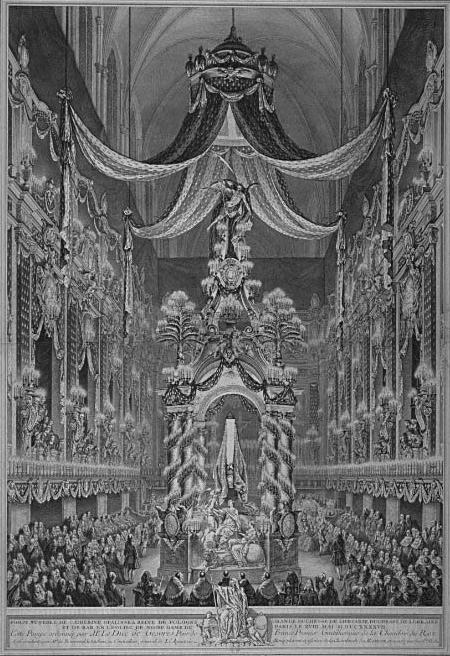
Castrum doloris de la reina Catalina Opalinska

Castrum doloris (del Latín castillo del dolor) es el nombre que se da a una estructura y decoración que protege o acompaña el catafalco o féretro para resaltar el prestigio o la importancia del difunto. Un castrum doloris puede tener un baldaquino complicado y puede incluir candelabros, posiblemente flores y, en la mayoría de los casos, escudos de armas, epitafios y a veces, estatuas alegóricas. En las tumbas de los siglos XVII y XVIII y antes se hicieron muchos castra doloris de gran tamaño, desde las pompas fúnebres de Segismundo II Augusto que incluían un castrum doloris en 1570.